# Albert Karl Ernst Bormann
Albert Karl Ernst Bormann (* 8. Dezember 1819 in Osterwieck; † 12. Mai 1882 in Magdeburg) war ein deutscher Klassischer Philologe, Pädagoge und Rektor in Stralsund und Magdeburg.

## Leben
Bormann besuchte von 1833 bis 1839 das Gymnasium in Prenzlau und studierte dann Klassische Philologie an der Universität Halle. 1843 wurde er hier zum Dr. phil. promoviert. 
Seine erste Stelle als Lehrer erhielt er 1844 an der Klosterschule Roßleben. 1853 wurde er Subrektor in Prenzlau, 1856 Oberlehrer und Professor an der Ritterakademie Brandenburg und 1859 Direktor des Gymnasiums Anklam. 1866 wurde ihm die Leitung des Gymnasiums Stralsund übertragen. 1873 ging er als Propst und Direktor an das Pädagogium am Kloster Unser Lieben Frauen in Magdeburg.
Er engagierte sich im Verein für Geschichte und Altertumskunde des Herzogtums und Erzstifts Magdeburg, der ihn 1874 zum Ehrenmitglied ernannte. Er sorgte dafür, dass die Bibliothek und die Münz- und Antiquitätensammlungen des Vereins in den Räumen des Pädagogiums aufgestellt wurden.

## Werke
- Antiquitatum Aricinarum particula. Diss. Halle 1843
- Antiquitatum Lanuvinarum Partic.[ula] I. Halle: Waisenhaus 1845
- Altlatinische Chorographie und Städtegeschichte. Halle: Pfeffer 1852

Digitalisat des Exemplars der Bayerischen Staatsbibliothek
- Kritik der Sage vom Könige Euandros. Halle: Waisenhaus 1853 (Schulprogramm Roßleben)
- Zur Geschichte des letzten Latinerkrieges. Prenzlau: Kalbersberg 1855 (Schulprogramm des Gymnasiums zu Prenzlau 1854/55, Beilage)
- (Hrsg.):  M. Porcii Catonis Originum libri septem. Brandenburg 1858

Digitalisat des Exemplars der Bayerischen Staatsbibliothek
- Ligustica. 2 Teile, Schulprogramm Anklam 1864 und 1865
- (posthum, hrsg. von Gustav Hertel): Geschichte des Klosters Unser Lieben Frauen zu Magdeburg. Magdeburg: Rathke 1885

Digitalisat des Exemplars der Harvard University